# München autóbuszvonalai

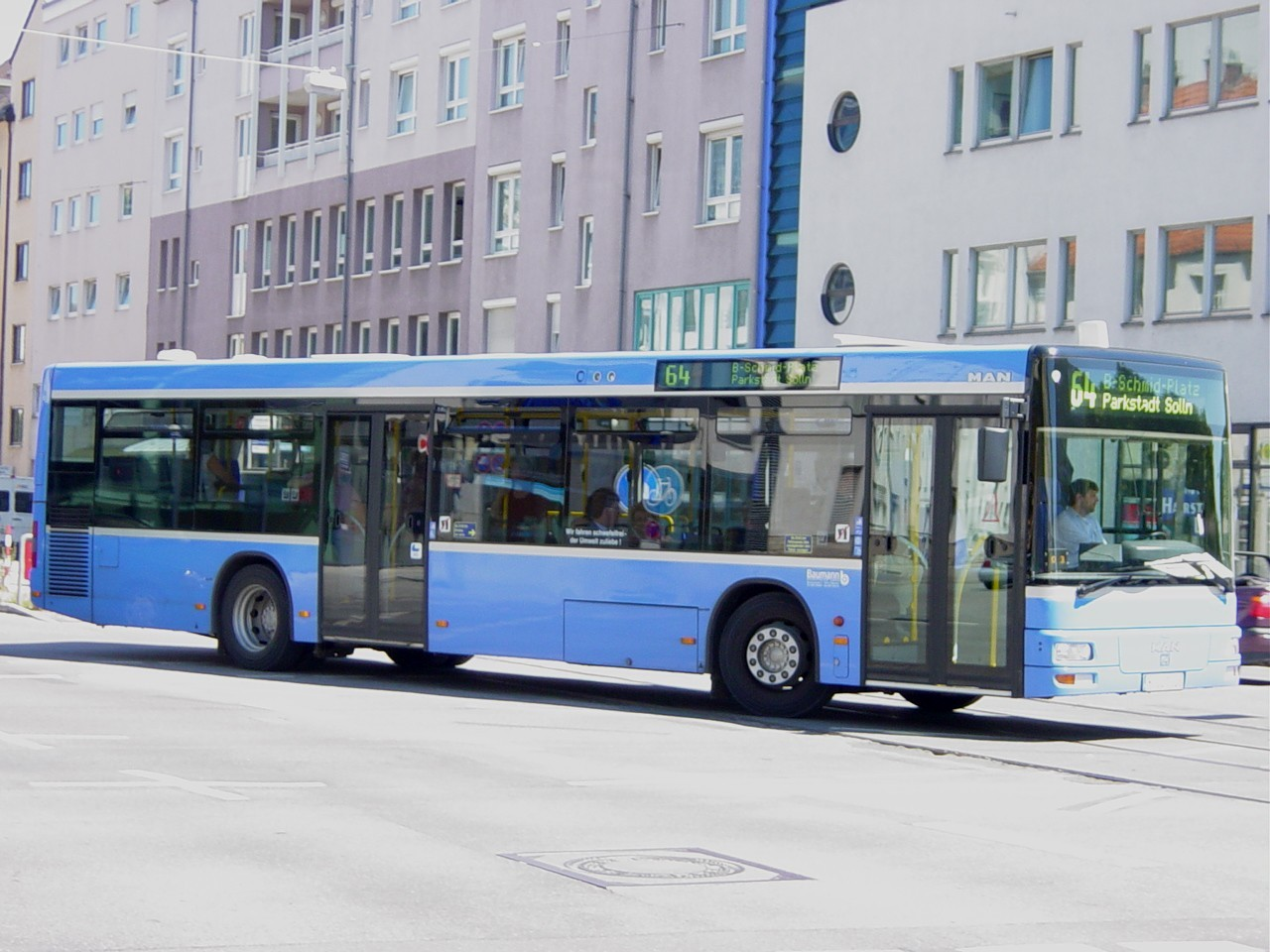
Egy MAN NL 263 autóbusz

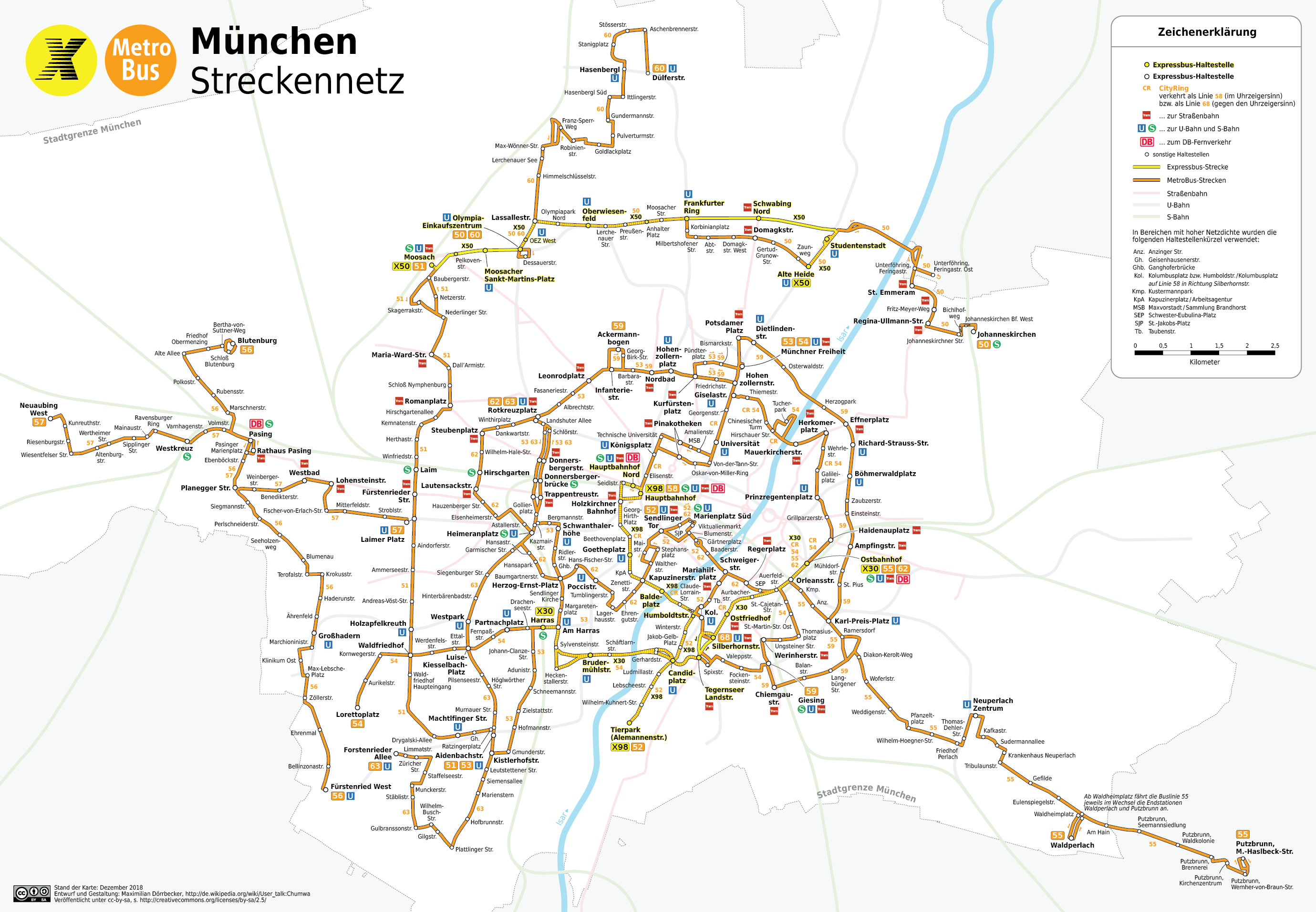
A müncheni metrobus-hálózat

A Müncheni buszhálózat hossza 457 km, melyen 916 buszmegálló található. A hálózat 66 nappali és 9 éjszakai útvonalból áll, melyet a Münchner Verkehrsgesellschaft üzemeltet.

## Vonalak
| Vonalszám | Útvonal | Megállók száma | Hossz (km) | Durch. Ab- stand | Menetidő   | Megjegyzés                    | OpenStreetMap térkép |
| --------- | --- | -------------- | ---------- | ---------------- | ---------- | ----------------------------- | -------------------- |
| X30       | Partnachplatz – Harras (S-Bahn) – Am Harras (neben/gegenüber Post) – Brudermühlstraße – Candidplatz – Tegernseer Landstraße (Grünwalderstraße) – Silberhornstraße – Ostfriedhof (München) – Ostbahnhof – Max-Weber-Platz | 10             | 9,4        | 1044             | 27 perc    | Expressbus                    |                      |
| 50        | Olympia-Einkaufszentrum – 3 – Oberwiesenfeld – 3 – Frankfurter Ring – 7 – Alte Heide – Studentenstadt – 8 – Johanneskirchen Bhf. | 27             | 12,8       | 474              | 44 perc    |                               | LV 50                |
| 51        | Moosach Bhf. – 7 – Schloss Nymphenburg – 4 – Laim Bhf. – 1 – Laimer Platz – 3 – Holzapfelkreuth – Waldfriedhof – 2 – Machtlfinger Straße – 2 – Aidenbachstraße | 27             | 12         | 444              | 38 perc    |                               | LV 51                |
| 52        | Marienplatz – Viktualienmarkt – 1 – Gärtnerplatz – 2 – Mariahilfplatz – 1 – Kolumbusplatz (Nord) – 3 – Candidplatz – 3 – Tierpark (Alemannenstraße) | 21             | 5,4        | 257              | 18 perc    |                               | LV 52                |
| 53        | Münchner Freiheit – 5 – Hohenzollernplatz – Nordbad – 5 – Rotkreuzplatz – Landshuter Allee – 2 – Donnersbergerbrücke – Trappentreustraße – 3 – Schwanthalerhöhe – 3 – Sendlinger Kirche – 1 – Harras – 8 – Aidenbachstraße | 38             | 12,7       | 334              | 48 perc    |                               | LV 53                |
| 54        | Münchner Freiheit – 1 – Giselastraße – 1 – Chinesischer Turm – 6 – Prinzregentenplatz – 2 – Ostbahnhof – 7 – Giesing Bhf. – 3 – Tegernseer Landstraße – Candidplatz – 2 – Brudermühlstraße – Heckenstallerstraße – 1 – Harras – 2 – Partnachplatz – 1 – Luise-Kiesselbach-Platz – 2 – Waldfriedhof – 2 – Lorettoplatz                                                                       | 45             | 19,9       | 442              | 69 perc    |                               | LV 54                |
| 55        | Ostbahnhof – 3 – Karl-Preis-Platz – 9 – Neuperlach Zentrum – 2 – Klinikum Neuperlach – 4 – (- Waldperlach) – 5 – Putzbrunn | 29             | 13,6       | 469              | 34 perc    |                               | LV 55                |
| 56        | Schloss Blutenburg – 7 – Pasing Bhf. – 1 – Pasinger Marienplatz – 5 – Blumenau – 4 – Großhadern – 6 – Fürstenried West | 29             | 11,8       | 407              | 39 perc    |                               | LV 56                |
| 57        | Neuaubing West – 2 – Wiesentfelser Straße – 5 – Westkreuz Bhf. – 2 – Pasing Bhf. – 1 – Pasinger Marienplatz – 4 – Westbad – 4 – Laimer Platz | 25             | 9,9        | 396              | 34 perc    |                               | LV 57                |
| 58        | Hauptbahnhof – 5 – Goetheplatz – 5 – Kolumbusplatz – 1 – Silberhornstraße | 15             | 4,4        | 293              | 16 perc    |                               | LV 58                |
| 60        | Dülferstraße – 3 – Hasenbergl – 12 – Olympia-Einkaufszentrum – Dessauerstraße | 19             | 8,2        | 432              | 26 perc    |                               | LV 60                |
| 62        | Rotkreuzplatz – 4 – Hirschgarten Bhf. – 4 – Heimeranplatz – 3 – Herzog-Ernst-Platz – 1 – Poccistraße – 4 – Kapuzinerstraße – 2 – Sendlinger Tor – 1 – Viktualienmarkt – 1 – Gärtnerplatz – 1 – Schweigerstraße – Regerplatz – 3 – Ostbahnhof | 36             | 13         | 361              | 50 perc    |                               | LV 62                |
| 63        | Rotkreuzplatz – 3 – Donnersbergerbrücke – Trappentreustraße – 1 – Kazmairstraße – Heimeranplatz – 3 – Westpark – Luise-Kiesselbach-Platz – 4 – Aidenbachstraße – 2 – Siemensallee (Siemenswerke) – 11 – Forstenrieder Allee | 34             | 12,7       | 384              | 48 perc    |                               | LV 63                |
| 100       | Hauptbahnhof Nord – 1 – Königsplatz – Technische Universität – Pinakotheken – 3 – Odeonsplatz – 2 – Nationalmuseum/Haus der Kunst – 1 – Friedensengel/Villa Stuck – Prinzregentenplatz – 1 – Haidenauplatz – Ostbahnhof | 18             | 7,1        | 394              | 24 perc    |                               | LV 100               |
| 130       | Am Knie – 3 – Laim Bhf. – 1 – Agnes-Bernauer-Straße – Siglstraße – 1 – Westendstraße – Heimeranplatz Süd – 5 – Harras (S-Bahn) – Am Harras | 18             |            |                  | 23 perc    |                               |                      |
| 131       | Am Knie – 3 – Laim Bhf. – 1 – Agnes-Bernauer-Straße – Siglstraße – 1 – Westendstraße – Heimeranplatz Süd – 3 – Herzog-Ernst-Platz – 1 – Poccistraße – 1 – Implerstraße | 23             | 10,1       | 439              | 29 perc    | Hétfőtől péntekig csúcsidőben | LV 131               |
| 132       | Forstenrieder Park – 5 – Forstenrieder Allee – 2 – Drygalski-Allee – 7 – Harras – 4 – Implerstraße – 4 – Baldeplatz – 1 – Fraunhoferstraße – 1 – Ludwigsbrücke – Isartor – 1 – Marienplatz – 1 – Rindermarkt | 37             | 13,9       | 376              | 54 perc    |                               | LV 132               |
| 134       | Theresienhöhe – 1 – Schwanthalerhöhe – 2 – Herzog-Ernst-Platz – 3 – Harras – 7 – Obersendling – 4 – Solln Bhf. – 4 – Parkstadt Solln – 7 – Fürstenried West | 36             | 14,2       | 394              | 51 perc    |                               | LV 134               |
| 135       | Thalkirchen (Tierpark) – 2 – Floßlände – 4 – Solln Bhf. | 9              | 3,4        | 378              | 10 perc    |                               | LV 135               |
| 136       | Solln Bhf. – 10 – Siemensallee – 2 – Aidenbachstraße – 4 Obersendling – 2/3 – Wolfratshauser Straße |                |            |                  | 27 perc    |                               | LV 136               |
| 139       | Klinikum Harlaching – 3 – Säbener Straße – 1 – Mangfallplatz – 5 – Giesing Bhf. – 6 – Neuer Südfriedhof – Pfanzeltplatz – 3 – Neuperlach Zentrum – 1 – Quiddestraße – 2 – St.-Augustinus-Straße – 2 – Trudering Bhf. – 8 – Messestadt West | 42             | 18,3       | 446              | 70 perc    |                               | LV 139               |
| 140       | Kieferngarten – 10 – Euro-Industriepark West – 1 – Domagkstraße West – 3 – Parzivalplatz – 2 – Scheidplatz | 21             | 7,8        | 371              | 28 perc    |                               | LV 140               |
| 141       | Dülferstraße – 3 – Harthof – 9 – Euro-Industriepark West – 1 – Domagkstraße West – 3 – Parzivalplatz – 2 – Scheidplatz | 24             | 8,7        | 363              | 30 perc    |                               | LV 141               |
| 142       | Scheidplatz – 1/2 – Klopstockstraße - 3 - Münchner Freiheit | 8              |            |                  | 11 perc    |                               |                      |
| 143       | Möbel Höfner – 1/2 – Freiham Bahnhof – 1 – Riesenburgstraße – 1 – Aubing Bhf. – 4 – Langwied Bhf. – 1 – Alte Allee – 2 – Schloss Blutenburg – 4 – Obermenzing Bhf. – 1 – Amalienburgstraße – Botanischer Garten – Maria-Ward-Straße – 4 – Georg-Brauchle-Ring – Olympia-Einkaufszentrum ( – werktags von etwa 9 Uhr bis 20:30 Schleife über Bingener Straße und Triebstraße zurück zum OEZ) | 39             | 19         | 487              | 59/46 perc |                               | LV 143               |
| 144       | Ackermannbogen – 2/3 – Hohenzollernplatz - 3 - Münchner Freiheit – 1 – Dietlindenstraße – 2 – Effnerplatz – Richard-Strauss-Straße – Böhmerwaldplatz – 1 – Leuchtenbergring-Unterführung – Ampfingstraße – 3 – Karl-Preis-Platz – 5 – Giesing Bhf. | 26             | 12,4       | 477              | 40 perc    |                               | LV 144               |
| 145       | Ostbahnhof – 3 – Karl-Preis-Platz – Thomasiusplatz – 3 – Hochäckerstraße (– 4/5 – Kiesmüllerstraße) – 8 – Fasangarten Bhf. | 21             | 7,2        | 343              | 22 perc    |                               | LV 145               |
| 146       | Ostbahnhof (Friedensstraße) – 3 – Schlüsselbergstraße – 1 – Berg am Laim Bhf. – 4 – Trudering Bhf. – 3 – Friedenspromenade – 6 – Iltisstraße | 23             | 10,6       | 461              | 32 perc    |                               | LV 146               |
| 147       | Giesing Bhf. – 3 – St.-Quirin-Platz – 1 – Peter-Auzinger-Straße – 3 – Kiefernstraße | 11             | 4,9        | 445              | 16 perc    |                               | LV 147               |
| 151       | Westfriedhof – 2 – Nederlinger Straße – 1 – Maria-Ward-Straße – 1 – Schloss Nymphenburg – Romanplatz – 3 – Laim Bhf. – Fürstenrieder Straße – Laimer Platz – Aindorferstraße – Ammerseestraße – 1 – Holzapfelkreuth – Waldfriedhof – 1 – Drygalski-Allee – 5 – Parkstadt Solln | 28             | 12,8       | 457              | 41 perc    |                               | LV 151               |
| 153       | Hochschule München (Lothstraße) – 2 – Josephsplatz – 3 – Schellingstraße – 1 – Universität – 1 – Odeonsplatz | 12             |            |                  | 16 perc    |                               |                      |
| 154       | Nordbad – 3 – Josephsplatz – 3 – Schellingstraße – 1 – Universität – 1 – Giselastraße – 1 – Chinesischer Turm – 1 – Tivolistraße – 1 – Herkomerplatz – Effnerplatz – 1 – Arabellapark – 1 – Cosimabad – 4 – Bruno-Walter-Ring | 35             | 12,6       | 360              | 46 perc    |                               | LV 154               |
| 155       | Ostbahnhof – 3 – Karl-Preis-Platz – Ramersdorf – 4 – Emdenstraße | 11             | 4,1        | 373              | 12 perc    |                               | LV 155               |
| 160       | Allach Bhf. – 6 – Blutenburg – 5 – Pasing Bhf. Nord – 2 – Pasing Bhf. – 1 – Krankenhaus Pasing – 3 – Stadtgrenze, Maria-Eich-Straße – 2 – Lochham Bhf. | 26             | 11,6       | 446              | 40 perc    |                               | LV 160               |
| 161       | Pasing Bhf. – 1 – Pasinger Marienplatz – 1 – Planegger Straße – 2 – Lochham, Heitmeisersiedlung – 3 – Lochham Bhf. | 12             | 4,3        | 358              | 15 perc    |                               | LV 161               |
| 162       | Eichelhäherstraße – 3 – Lochhausen Bhf. – 7 – Altenburgstraße – 6 – Pasing Bhf. – 9 – Obermenzing Bhf. – 1 – Amalienburgstraße – 5 – Untermenzing Bhf. – 7 – Untermenzinger Straße – 2 – Moosach Bhf. | 49             | 19,0       | 388              | 64 perc    |                               | LV 162               |
| 163       | Allach Bhf. Ost – 4 – Krautheimstraße – 4 – Untermenzinger Straße – 2 – Moosach Bhf. | 14             | 5          | 357              | 14 perc    |                               | LV 163               |
| 164       | Augustenfelder Straße – 6 – Allach Bhf. – 12 – Untermenzing Bhf. – 4 – Nederlinger Straße – 2 – Westfriedhof | 29             | 14,7       | 507              | 43 perc    |                               | LV 164               |
| 165       | Allach Bhf. – 6 – Untermenzing Bhf. – 4 – Nederlinger Straße – 2 – Westfriedhof | 16             | 7,3        | 456              | 21 perc    |                               | LV 165               |
| 166       | Forst-Kasten-Allee – 2 – Bellinzonastraße – 1 – Fürstenried West – 4 – Kemptener Straße | 11             | 3,4        | 309              | 15 perc    |                               | LV 166               |
| 167       | Blumenau – 8 – Haderunstraße – 6 – Holzapfelkreuth – Waldfriedhof (Schleife) | 18             | 6,8        | 378              | 26 perc    |                               | LV 167               |
| 168       | Wastl-Witt-Straße – 2 – Blumenau – 5 – Aindorferstraße – Laimer Platz – Fürstenrieder Straße – Laim Bhf. – Nymphenburg Süd | 14             | 5,6        | 400              | 19 perc    |                               | LV 168               |
| 169       | Moosach Bhf. – 3 – Donauwörther Straße – 1 –Moosach Bhf. | 6              | 2,4        | 300              | 6 perc     |                               |                      |
| 170       | Feldmoching Bhf. – 2 – Hasenbergl Süd – 5 – Harthof – 6 – Heidemannstraße – 7 – Kieferngarten | 25             | 9,7        | 388              | 35 perc    |                               | LV 170               |
| 171       | Feldmoching Bhf. – 2 – Hasenbergl Süd – 5 – Harthof – 4 – Am Hart – 3 – Heidemannstraße – 3 – Euro-Industriepark Nord – 2 – Kieferngarten | 26             | 9,2        | 354              | 34 perc    |                               | LV 171               |
| 172       | Feldmoching Bhf. – 6 – Siedlung Ludwigsfeld – 2 – Karlsfelder Straße – 4 – Dachau Schulzentrum – 3 – Dachau Bahnhof | 20             |            |                  | 26 perc    |                               | LV 172               |
| 173       | Feldmoching Bhf. – 4 – Franz-Sperr-Weg – Robinienstraße – 2 – Lerchenauer Straße – Olympiazentrum – Olympiapark Eissportstadion – Petuelring | 13             | 6,5        | 500              | 19 perc    |                               | LV 173               |
| 175       | Ludwigsfeld (Campingplatz) – 4 – Fasanerie Bhf. – 1 – Bingener Straße – 1 – Olympia-Einkaufszentrum – 3 – Olympia-Pressestadt – 1 – Georg-Brauchle-Ring | 16             |            |                  | 21 perc    |                               | LV 175               |
| 176       | Moosach Bhf. – 4 – Rangierbahnhof – 2 – MAN-Siedlung – 1 – Karlsfelder Straße | 11             | 7,2        | 655              | 15 perc    |                               | LV 176               |
| 177       | Petuelring – 3 – Frankfurter Ring – 2 – Schwabing Nord – 1 – Funkkaserne – 1 – Studentenstadt | 12             | 5          | 417              | 19 perc    |                               | LV 177               |
| 178       | Olschewskibogen – 5 – Frankfurter Ring – 1 – Anhalter Platz – 2 – Petuelring | 12             | 5,1        | 425              | 17 perc    |                               | LV 178               |
| 181       | (Dirnismaning – 1 –) Wallnerstraße – 4 – Bayerischer Rundfunk – 3 – Studentenstadt | 12             | 6,6        | 550              | 13 perc    |                               | LV 181               |
| 184       | Arabellapark – 1 – Cosimabad – 4 – Johanneskirchner Straße – 1 – Johanneskirchen Bhf. – 1 – Westerlandanger | 12             | 5,4        | 415              | 16 perc    |                               | LV 184               |
| 185       | Arabellapark – 5 – Hermann-Gmeiner-Weg – 3 – Berg am Laim Bhf. – 1 – Josephsburg | 14             | 5,4        | 386              | 15 perc    |                               | LV 185               |
| 186       | Hofbräuallee – 2 – Messestadt Ost | 4              | 2,7        | 675              | 6 perc     |                               | LV 186               |
| 187       | Arabellapark – 5 – Bürgerpark Oberföhring – 7 – Mauerkirchnerstraße – Herkomerplatz – Richard-Strauss-Straße – 5 – Steinhausen – Einsteinstraße – Grillparzerstraße – 1 – Ostbahnhof | 26/27          |            |                  | 38 perc    |                               | LV 187               |
| 188       | Unterföhring, Fichtenstraße – 7 – St. Emmeram – 3 – Bürgerpark Oberföhring – 5 – Herkomerplatz – Richard-Strauss-Straße – 7 – Daglfing Bhf. (– 2 – Westerlandanger) | 31             | 11,8       | 381              | 34 perc    |                               | LV 188               |
| 189       | Arabellapark – 1 – Cosimabad – 7 – Daglfing Bhf. – 2 – Trabrennbahn – 7 – Messestadt West | 22             | 8,3        | 377              | 29 perc    |                               | LV 189               |
| 190       | Max-Weber-Platz – 1 – Grillparzerstraße – Einsteinstraße – Steinhausen – 9 – Riem Bhf – 4 – Messestadt West – 4 – Messestadt Ost | 25             | 11         | 440              | 37 perc    |                               | LV 190               |
| 191       | Max-Weber-Platz – 1 – Grillparzerstraße – Einsteinstraße – Steinhausen – 12 – Zamilapark | 18             | 4,7        | 261              | 16 perc    |                               | LV 191               |
| 192       | Neuperlach Zentrum – 1 – Quiddestraße – 2 – Feldbergstraße – 2 – Markgrafenstraße – 2 – Friedenspromenade – 1 – Schmuckerweg – 1 – Trudering Bhf. | 16             | 6,9        | 431              | 21 perc    |                               | LV 192               |
| 193       | Trudering Bhf. – Bajuwarenstraße – 3 – Friedenspromenade – 6 – Haar, Ludwig-Moser-Straße | 13             | 5,3        | 408              | 17 perc    |                               | LV 193               |
| 194       | Riem Bhf – 2 – Moosfeld Gewerbegebiet – 6 – Trudering Bhf. – 2 – Spertentalstraße – 2 – Feldbergstraße – 4 – Nauestraße | 22             | 9          | 409              | 35 perc    |                               | LV 194               |
| 195       | Neuperlach Süd – 2 – Klinikum Neuperlach – 3 – Feldbergstraße – 2 – Markgrafenstraße – 1 – Spertentalstraße – 4 – St.-Augustinus-Straße – 2 – St.-Veit-Straße – 1 – Michaelibad | 23             | 9,1        | 396              | 28 perc    |                               | LV 195               |
| 196       | Neuperlach Süd – 8 – Perlach Bhf – 1 – Wilhelm-Hoegner-Straße – 2 – Neuperlach Zentrum | 15             | 7          | 467              | 20 perc    |                               | LV 196               |
| 197       | Neuperlach Zentrum – 5 – Quiddestraße – 5 – Klinikum Neuperlach – 2 – Neuperlach Zentrum | 16             | 6          | 375              | 19 perc    |                               | LV 197               |
| 198       | Neuperlach Zentrum – 2 – Klinikum Neuperlach – 1 – Gefilde – 1 – Klara-Ziegler-Bogen | 8              | 2,7        | 338              | 8 perc     |                               | LV 198               |
| 199       | Waldperlach – 6 – Neubiberg – 1 – Neuperlach Süd – 1 – Neuperlach Zentrum – 1 – Quiddestraße – 7 – Michaelibad | 22             | 10,1       | 459              | 30 perc    |                               | LV 199               |
| N40       | Kieferngarten – 4 – Studentenstadt – Alte Heide – 7 – Parzivalplatz – 1 – Münchner Freiheit – 2 – Universität – 1 – Odeonsplatz – Lenbachplatz – Karlsplatz (Stachus) – Sendlinger Tor – Goetheplatz – Poccistraße – 2 – Harras – 4 – Luise-Kiesselbach-Platz – 2 – Waldfriedhof – Holzapfelkreuth – 1 – Haderner Stern – 2 – Großhadern – 2 – Klinikum Großhadern                          | 47             |            |                  | 57 perc    |                               | LV N40               |
| N41       | Dülferstraße – 3 – Harthof – 2 – Am Hart – Frankfurter Ring – 1 – Milbertshofen – 1 – Scheidplatz Süd – 3 – Münchner Freiheit – 2 – Universität – 1 – Odeonsplatz – Lenbachplatz – Karlsplatz (Stachus) – Sendlinger Tor – Goetheplatz – Poccistraße – 2 – Harras – 7 – Aidenbachstraße – 15 – Fürstenried West                                                                             | 53             |            |                  | 64 perc    |                               |                      |
| N42       | St. Emmeram – 10 – Cosimabad – Krankenhaus Bogenhausen – Arabellapark – 1 – Effnerplatz – Herkomerplatz | 17             |            |                  | 13 perc    |                               | LV N42               |
| N43/N44   | Ostbahnhof – 6 – Giesing Bhf. – 4 – Candidplatz – 2 – Brudermühlstraße – 2 – Harras – 1 – Sendlinger Kirche – 4 – Heimeranplatz – 4 – Hirschgarten Bhf. – 4 – Rotkreuzplatz – Landshuter Allee – 5 – Nordbad – 6 – Münchner Freiheit – 1 – Giselastraße – 1 – Chinesischer Turm – 3 – Herkomerplatz – 5 – Ostbahnhof                                                                        | 64             |            |                  | 75 perc    |                               |                      |
| N45       | Münchner Freiheit – 2 – Universität – 1 – Odeonsplatz – Lenbachplatz – Stachus – Sendlinger Tor – Goetheplatz – 4 – Kolumbusplatz – Silberhornstraße – 5 – Ostbahnhof – 3 – Karl-Preis-Platz – Ramersdorf – 5 – Friedhof Perlach – 4 – Quiddestraße – 5 – Klinikum Neuperlach – Tribulaunstraße – 3 – Waldperlach                                                                           | 49             | 21,0       | 438              | 59 perc    |                               | LV N45               |
| N46       | Dülferstraße – 3 – Hasenbergl – 8 – Lerchenauer See – 3 – Oberwiesenfeld – 3 – Olympiazentrum – 1 – Petuelring | 24             |            |                  | 24 perc    |                               |                      |
| N47       | Pasinger Marienplatz – 1 – Pasing Bhf. – 2 – Westkreuz – 4 – Altenburgstraße – 3 – Neuaubing West | 15             | 4,8        | 320              | 13 perc    |                               | LV N47               |
| N48       | Wastl-Witt-Straße – 2 – Blumenau – 6 – Laimer Platz – 1 – Laim Bhf. – 4 – Schloss Nymphenburg – 2 – Botanischer Garten – 2 – Obermenzing Bhf. – 9 – Untermenzing Bhf. – 4 – Blutenburg | 39             | 13,6       | 349              | 30 perc    |                               | LV N48               |
| N49       | St.-Veit-Straße – 5 – Himalajastraße – 1 – Hochacker – 4 – Friedenspromenade – 2 – Phantasiestraße – 2 – Friedenspromenade – 3 – Trudering – 3 – St.-Veit-Straße | 28             | 12,1       | 432              | 27 perc    |                               | LV N44               |
| N80/N81   | Pasinger Marienplatz – Pasing Bhf. – 3 – Neuaubing Bhf. – 7 – Germering, Rathaus – 2 – Puchheim, Kirche – 5 – Puchheim Bhf. – 9 – Gröbenzell – 7 – Lochhausen Bhf. – 6 – Langwied Bhf. – 1 – Alte Allee – 3 – Pasing Bhf. – 1 – Pasinger Marienplatz | 56             | 27,7       | 495              | 55 perc    |                               | LV N80/N81           |